# Wielkie (gmina)
Wielkie (od 1948 Abramów) – dawna gmina wiejska istniejąca do 1948 roku w woj. lubelskim (dzisiejsze woj. mazowieckie). Początkowo siedzibą gminy była wieś Wielkie, a po wojnie Abramów.
W okresie powojennym gmina Wielkie należała do powiatu lubartowskiego w woj. lubelskim.
20 grudnia 1948 roku gmina została zniesiona, po czym z jej obszaru utworzono gminę Abramów z siedzibą w Abramowie.